# Ездра
Ѐздра или Езра (на иврит: עֶזְרָא, Езра; на гръцки: Έσδράς; на латински: Esdras; в исляма: Узайр, на ар. عزير) е еврейски религиозен водач от V век пр. Хр.
Повечето сведения за Ездра идват от носещата неговото име Книга на Ездра, част от Стария завет. Наричан Ездра Книжника, той е изпратен от Вавилон в Юдея от персите, които му дават административни правомощия върху еврейската общност там. При пристигането си в Йерусалим Ездра установява, че религиозните практики на евреите там се различават от тези във Вавилон и се опитва да наложи своите възгледи – строго спазване на шабат, дистанциране на евреите от самаряните, забрана на бракове с неевреи. Също така той донася със себе си кодифицираното във Вавилон Петокнижие, което дотогава изглежда е непознато в Юдея.
Ездра е сред старозаветните персонажи, почитани както в юдаизма, така и в християнството и исляма.